# Hôtel-Dieu de Beaune
Hôtel-Dieu de Beaune eller Hospices de Beaune är en byggnad i Beaune i Bourgogne-Franche-Comté. Byggherrar var Nicolas Rolin, kansler till Filip III av Burgund, och hans hustru Guigonne de Salins. Den började uppföras 1443 efter den flamländske arkitekten Jacques Wiscrères ritningar. 
Byggnaden är uppförd i flamländsk gotik och är mest berömd för taket med röda, gula och svarta glaserade plattor i geometriska mönster som bryts av fönsterkupor och torn. Den långa korsvirkesbyggnaden vetter ut mot en pittoresk galleriomsluten gårdsplan. Byggnaden fungerade som ett sjukhem och fattighus från dess invigning 31 december 1451 till 1971 då verksamheten flyttade till modernare lokaler. 
Idag är det ett museum som hyser 5 000 föremål. Kansler Rolin var en viktig konstmecenat och redan vid sjukhemmets uppförande beställdes målningar, skulpturer och gobelänger. Det främsta konstföremålet är Rogier van der Weydens Yttersta domen som är en oljemålning, polyptyk och altarskåp.   
Institutionen är en av de mest betydande ägarna av vingårdar i Côte d'Or och känd för sina årliga auktioner av förstklassiga Bourgogneviner. 